# Rhopalizus suturalis
Rhopalizus suturalis är en skalbaggsart som beskrevs av Hintz 1919. Rhopalizus suturalis ingår i släktet Rhopalizus och familjen långhorningar. Inga underarter finns listade i Catalogue of Life.